# Caso Brown contra el Consejo de Educación
Caso Brown contra Consejo de Educación de Topeka, 347 U.S. 483 (1954), fue una decisión histórica de la Corte Suprema de los Estados Unidos, en cual la Corte dictaminó que las leyes estatales de los Estados Unidos que establecen la segregación racial en las escuelas públicas son inconstitucionales, incluso si las escuelas segregadas son iguales. La decisión de la Corte anuló parcialmente su decisión de 1896 Plessy contra Ferguson, declarando que la de segregación "separados pero iguales" era inconstitucional para las escuelas públicas y las instalaciones educativas estadounidenses. Allanó el camino para la integración y fue una gran victoria para el movimiento de derechos civiles, y es un modelo para muchos casos de litigio de impacto en el futuro.
El caso subyacente comenzó en 1951, cuando el sistema de escuelas públicas en Topeka, Kansas, se negó a inscribir a la hija del residente negro local Oliver Brown en la escuela primaria más cercana a su casa, y en su lugar le exigieron que viajara en autobús a una escuela segregada más lejos. Los Brown y otras doce familias negras locales en situaciones similares presentaron una demanda colectiva en un Tribunal Federal de los Estados Unidos contra la Junta de Educación de Topeka, alegando que su política de segregación era inconstitucional. Un panel de tres jueces del Tribunal de Distrito de los Estados Unidos para el Distrito de Kansas dictó un veredicto contra los Brown, basándose en el precedente de Plessy v. Ferguson, en el que la Corte Suprema había dictaminado que la segregación racial no era en sí una misma violación de la Cláusula de Igual Protección de la Decimocuarta Enmienda si las instalaciones en cuestión eran por lo demás iguales, una doctrina que se conocía "separados pero iguales". Los Brown, entonces representados por el abogado principal de la NAACP, Thurgood Marshall, apelaron el fallo directamente ante la Corte Suprema.
El 17 de mayo de 1954, la Corte Suprema emitió una decisión unánime (9-0) a favor de los Brown. El Tribunal dictaminó que las instalaciones educativas separadas eran inherentemente desiguales y, por lo tanto, las leyes que la imponen violan la Cláusula de Protección Igualitaria de la Decimocuarta Enmienda de la Constitución de los Estados Unidos. Sin embargo, las 14 páginas de la decisión no detalló ningún tipo de método para poner fin a la segregación racial en las escuelas, y la segunda decisión de la Corte en Brown II (1955) solo ordenó a los estados eliminar la segregación "con toda la rapidez deliberada".
En el sur de los Estados Unidos, especialmente en el "Sur Profundo", donde la segregación racial estaba profundamente arraigada, la reacción a Brown entre la mayoría de los blancos fue "ruidosa y obstinada". Muchos líderes gubernamentales y políticos del sur adoptaron un plan conocido como "Resistencia masiva", creado por el senador de Virginia Harry F. Byrd, para frustrar los intentos de obligarlos a eliminar la segregación en sus sistemas escolares. Cuatro años más tarde, en el caso Cooper v. Aaron, la Corte reafirmó su fallo en Brown y declaró explícitamente que los funcionarios estatales y los legisladores no tenían poder para anular su fallo.